# Roberto Pagnin
Roberto Pagnin (Vigonovo, 8 luglio 1962) è un ex ciclista su strada e pistard italiano.
Professionista dal 1985 al 1996, vinse tre tappe alla Vuelta a España e una al Giro d'Italia.

## Palmarès
- 1982 (dilettanti)

Coppa del Mobilio
- 1984 (dilettanti)

Trofeo Piva
Coppa San Geo
3ª tappa Giro delle Regioni (San Giovanni Valdarno > San Piero in Bagno)
- 1986 (Malvor-Sidi, tre vittorie)

5ª tappa Tirreno-Adriatico (Grottamare > Montegiorgio)
3ª tappa Giro di Puglia (Monopoli > Alberobello)
Classifica generale Giro di Puglia
- 1987 (Gewiss, tre vittorie)

5ª tappa Vuelta a España (Salou > Barcellona)
17ª tappa Vuelta a España (Ponferrada > Valladolid)
Giro del Lazio
- 1989 (Malvor-Sidi, due vittorie)

4ª tappa Vuelta a España (Orense > Ponferrada)
Giro del Veneto
- 1990 (Festina-Lotus, una vittoria)

3ª tappa Giro di Calabria (San Giovanni in Fiore > Catanzaro)
- 1991 (Festina-Lotus, quattro vittorie)

Gran Premio di Albacete
1ª tappa Vuelta a la Comunidad Valenciana (Alicante > Altea)
3ª tappa Vuelta Ciclista a Murcia (Moratalla > Lorca)
Giro del Lazio
Giro del Veneto
- 1992 (Festina-Lotus, due vittorie)

10ª tappa Giro d'Italia (Montepulciano > Imola)
9ª tappa Tour de Suisse (La Punt > Laax)
- 1993 (Navigare-Blue Storm, due vittorie)

3ª tappa Setmana Catalana de Ciclisme (Llívia > Lloret de Mar)
3ª tappa Settimana Ciclistica Bergamasca
- 1994 (Navigare-Blue Storm, una vittoria)

8ª tappa Tirreno-Adriatico (San Benedetto del Tronto > San Benedetto del Tronto)

## Piazzamenti

### Grandi Giri
- Giro d'Italia

1985: 79º
1986: 80º
1987: 41º
1988: 49º
1990: 69º
1991: non partito (17ª tappa)
1992: ritirato (13ª tappa)
1993: ritirato (5ª tappa)
1994: 97º
1995: 120º
- Tour de France

1986: ritirato (12ª tappa)
- Vuelta a España

1987: ritirato (18ª tappa)
1989: ritirato (21ª tappa)
1992: ritirato (18ª tappa)
1993: ritirato (14ª tappa)
1994: 117º

### Classiche monumento
- Milano-Sanremo

1986: 106º
1987: 144º
1988: 31º
1994: 145º
1995: 155º
- Parigi-Roubaix

1986: 25º
- Liegi-Bastogne-Liegi

1985: 30º
1986: 8º
- Giro di Lombardia

1986: 22º
1989: 5º

### Competizioni mondiali
- Campionati del mondo

Villach 1987 - In linea: 65º
- Giochi olimpici

Los Angeles 1984 - In linea: ritirato